# Bichero

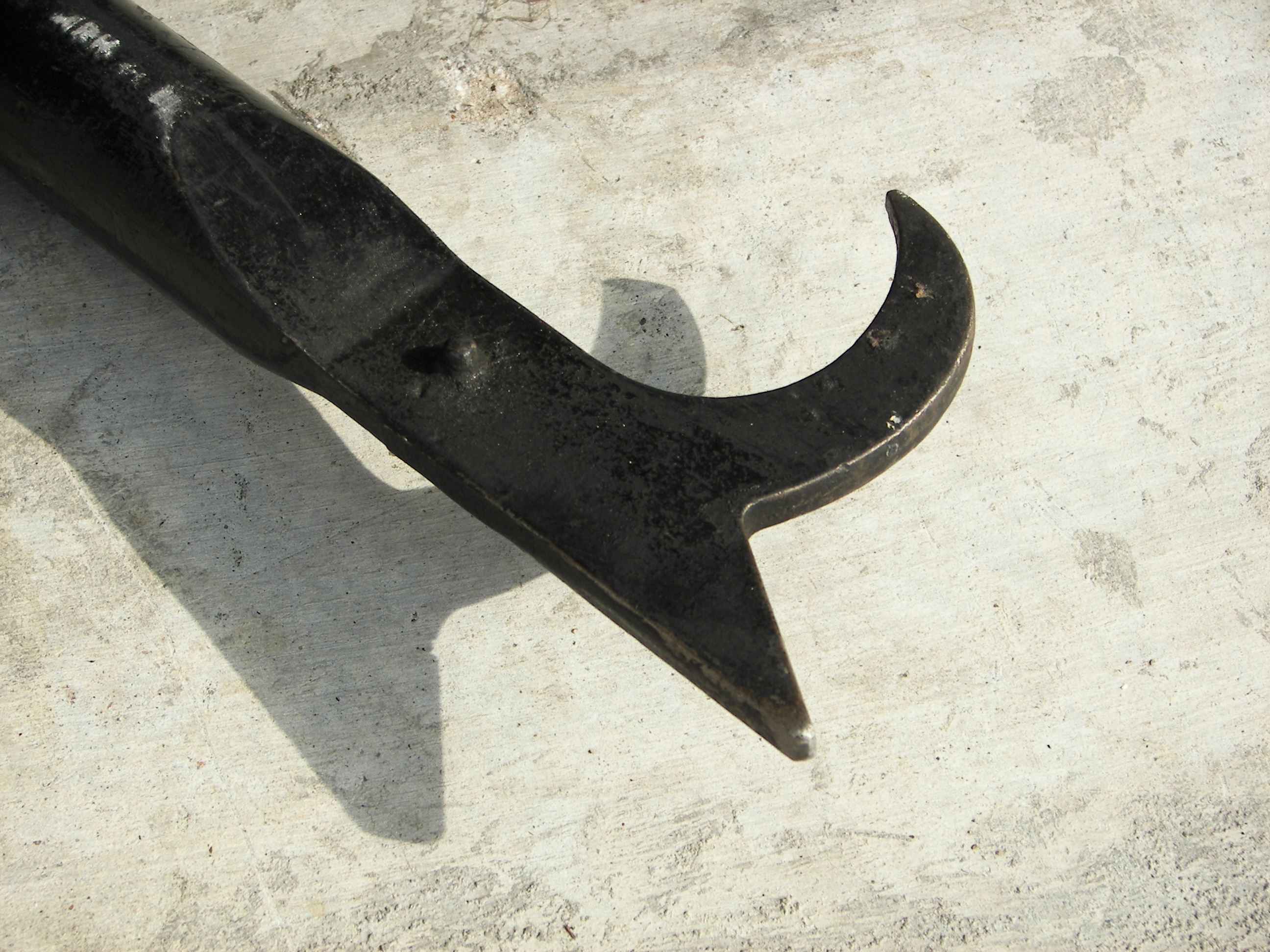
Extremo metálico de un bichero

Los bicheros son herramientas compuestas por un asta de madera, aluminio o fibra de vidrio que en su extremo lleva una punta metálica y un garfio. Se emplea para empujar, romper, sujetar o tirar de objetos a distancia. Tienen diversos usos en construcción, labores forestales y madereras, marinería y pesca, rescate y salvamento.

## Usos e historia

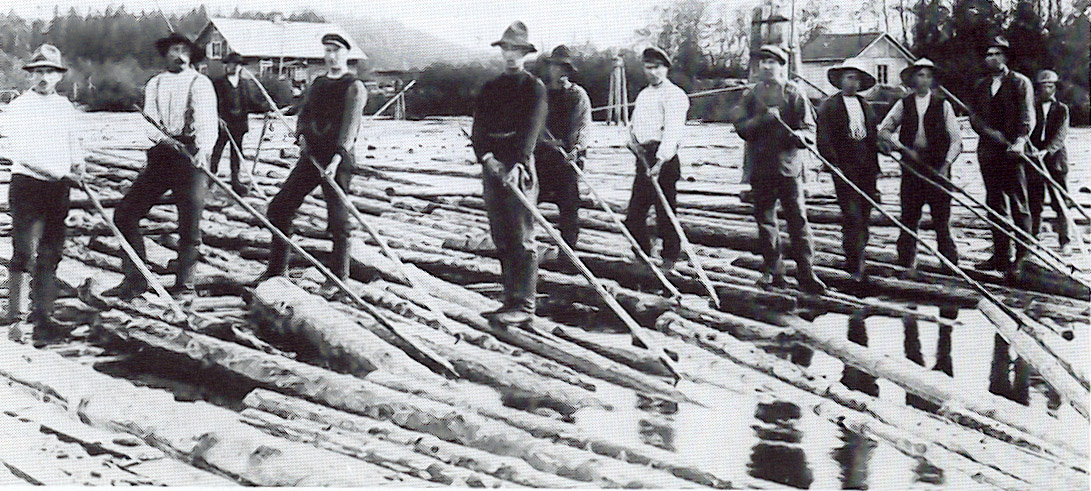
Empleo de esta herramienta en el transporte de maderos

En construcción se emplean para levantar los elementos de madera que componen la estructura, por ejemplo, en la construcción de graneros. Se emplean también para el control de los troncos de madera en el transporte fluvial.
Originariamente han estado fabricados de madera, normalmente de abeto o pino, hasta que en la década de 1960 comenzaron a hacerse de tubos de aluminio conectado a una perilla de madera para que mantuviera la flotabilidad.

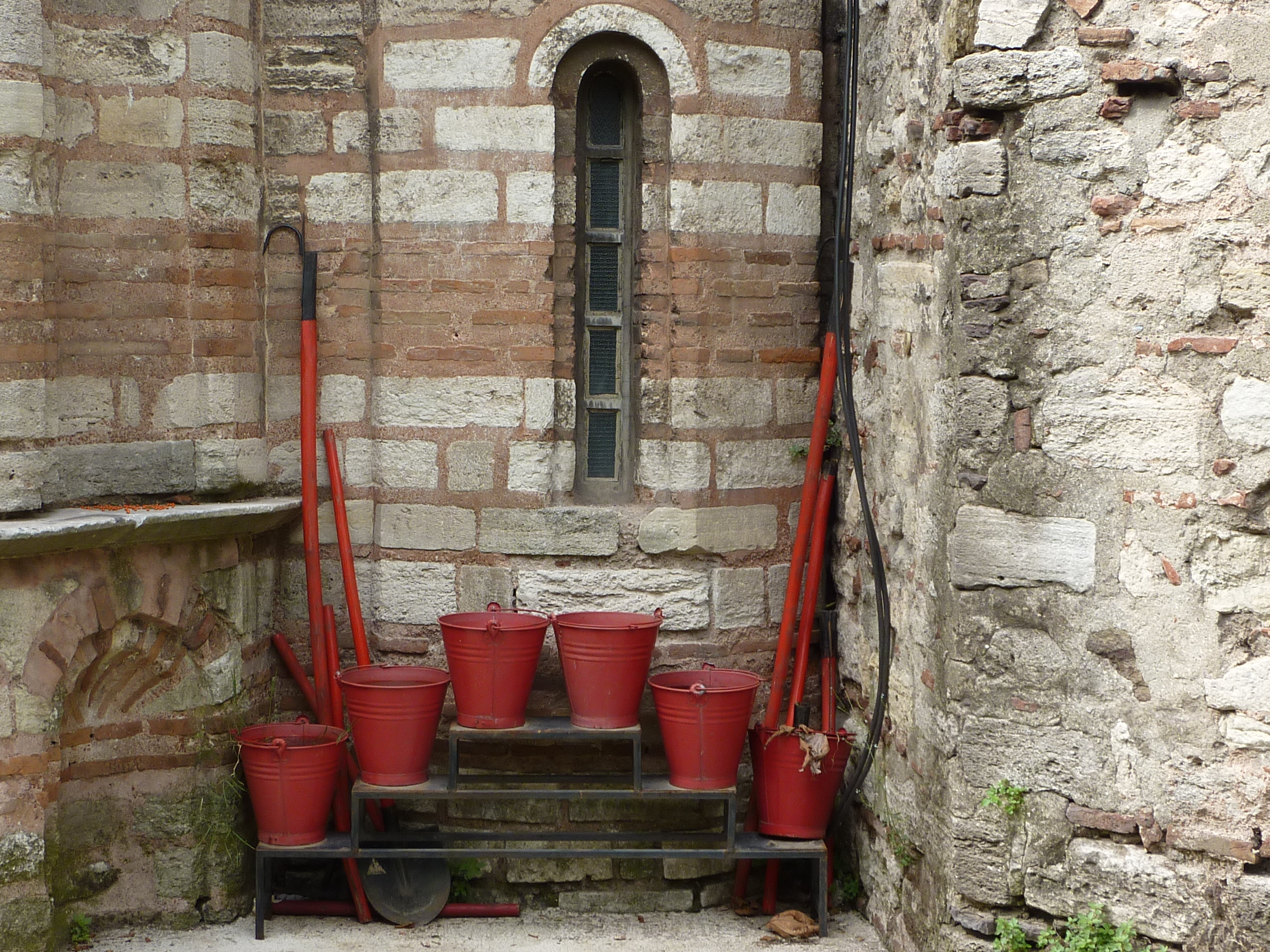
Equipo contra incendios compuesto por bicheros, cubos y palas - exterior de la iglesia Pammakaristos en Estambul.

Su misión original en los servicios de bomberos era para el derribo de los muros y paredes colindantes a un incendio para evitar su propagación. Los modelos más modernos son de fibra de vidrio en varias longitudes o por tramos conectables y se emplean para buscar fuegos ocultos en falsos techos o facilitar la ventilación rompiendo ventanas y cubiertas, entre otras.
También se usan en la pesca; por ejemplo, por los cosacos rusos en la pesca ceremonial de esturión, o en las almadrabas.

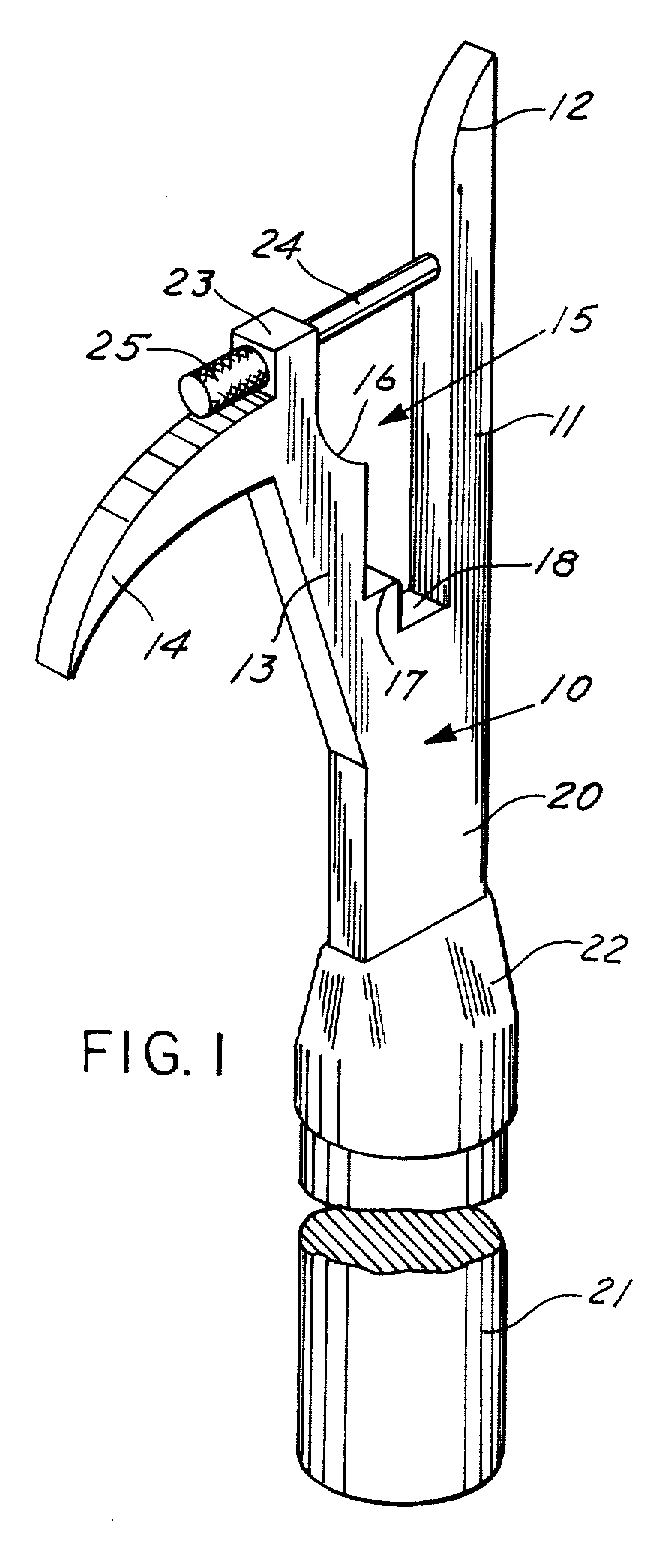
La cabeza de un bichero puede incorporar variaciones para adaptarse al uso que se le va a dar.

En función del uso que tengan pueden incorporar variaciones en la punta.